# Lepidanthrax angulus
Lepidanthrax angulus är en tvåvingeart som beskrevs av Osten Sacken 1886. Lepidanthrax angulus ingår i släktet Lepidanthrax och familjen svävflugor. Inga underarter finns listade i Catalogue of Life.